# オーキッドパーク
オーキッドパークは、岐阜県岐阜市に所在し、株式会社エディオンが運営・管理するショッピングセンターである。

## 概要
岐阜駅周辺高架事業後の旧岐阜貨物駅跡地（香蘭地区）の再開発区域の岐阜市の市有地に、事業用借地権を設定し建設されている。事業者は、エイデン（エイデン開発）。
敷地面積は約1.3haで、第14区に建てられた東棟と第10区に建てられた西棟があり、2階にある空中廊下でつながっている。建物は鉄骨4階建てである。
地名の「香蘭」にちなみ、「オーキッド (Orchid)」となっている。
北側には市の多目的広場「香蘭グリーンパーク」があり、オーキッドパークと一体化している。
2021年（令和3年）にエディオン社の定期借地契約が満了を迎える為、2021年（令和3年）〜2031年（令和13年）までのプラス10年間の貸付についてプロポーザル方式に基づく新たな事業者募集が行われる予定。

## テナント

### 東棟
食品スーパーとしてヤマナカの「岐阜フランテ館」が2001年11月9日より営業していたものの、2017年9月24日をもって閉店した。跡地にはスーパーセンタートライアルオーキッドパーク店が2021年3月17日に開店した。

## 交通アクセス
- JR東海道本線・高山本線 岐阜駅北口より西に約1km。
- 岐阜バス「村上記念病院前」停留所が最寄り。